# António de Albuquerque Coelho
António de Albuquerque Coelho [ɐ̃ˈtɔnju dɨ alβu'kerke koˈeʎu] (* 1682 in Santa Cruz de Macuttá, Maranhão, Brasilien; † 1745 in Madre de Deus, Portugiesisch-Indien) war ein portugiesischer Kolonialverwalter. Im Laufe der Zeit lebte er in nahezu allen Regionen des portugiesischen Kolonialreichs. Ungewöhnlich für die damalige Zeit, hatte er trotz seiner gemischten europäisch-afrikanisch-indianischen Herkunft mehrere hohe Posten inne, so war er Gouverneur in Macau, Timor und Pate.

## Familie
António de Albuquerque Coelho war der uneheliche Sohn von António de Albuquerque Coelho de Carvalho, der verschiedene Verwaltungsposten in Portugal, Brasilien und zuletzt in Angola innehatte, und Ângela de Bairros ou de Azevedo, deren Eltern und Großeltern aus Portugal, Afrika und von den Indianern Brasiliens abstammten. Somit galt der Sohn als Mestize.

## Leben

### Aufstieg

Das portugiesische Kolonialreich um 1700

Seine erste Ausbildung erhielt Albuquerque Coelho vom Priester seiner Heimatgemeinde. Als Jugendlicher wurde Albuquerque Coelho nach Portugal geschickt, um zu studieren. Vermutlich durch den Einfluss seines Vaters erhielt er am 10. März 1700 den Titel Fidalgo cavaleiro da Casa Real inklusive eines festen Einkommens und wurde in den Christusorden aufgenommen. Dafür musste der Sohn in die portugiesischen Besitzungen nach Asien gehen. Die gefährliche sechsmonatige Überfahrt forderte unter den Reisenden an Bord verhältnismäßig viele Opfer.
Am 12. September 1700 erreichte er an Bord der São Pedro Gonçalves die Stadt Goa in Indien. Hier war Albuquerque Coelho Tenente de mar e guerra (Leutnant zur See), später Capitão-tenente (Kapitänleutnant). Dies waren überwiegend nominelle Posten. Da er sich auf der Überfahrt bewährt hatte, wurde er nun auf Kriegsschiffen in der Straße von Hormus und im Indischen Ozean eingesetzt. Für seine Verdienste auf See wurde er bei seiner Rückkehr erneut ausgezeichnet. Allerdings kam es zu Problemen, als Albuquerque Coelho, ohne Erlaubnis des Vizekönigs von Indien, aus gesundheitlichen Gründen nach Lissabon zurückkehrte. Hier traf er nochmals auf seinen Vater, der gerade ebenfalls in Portugal weilte und heiratete. Als Albuquerque Coelho wieder nach Indien zurückkehren wollte, beantragte er beim König, zum Capitão de infantaria einer Flotte von Naus ernannt zu werden. Dies wurde ihm aber verweigert, da er ohne Erlaubnis Indien verlassen hatte.
1706 war Albuquerque Coelho als Capitão de infantaria einer Fregatte in Macau stationiert. Hier begegnete er der damals siebenjährigen Waise Maria de Moura e Vasconcellos und wollte sie heiraten, wohl aus Statusgründen und des Vermögens ihrer Familie wegen. Standesgemäße, ledige Frauen waren in den Kolonien eine Seltenheit. Die Großmutter des Mädchens, Maria de Vasconcelos, stellte sich dagegen; einmal, weil der verstorbene Vater Francis de Moura de Bastos in seinem letzten Willen verfügt hatte, dass seine Tochter erst im Alter von zwölf heiraten sollte und wohl auch weil Albuquerque Coelho ein Mestize war. In dieser Angelegenheit erfolglos, kehrte er zunächst nach Goa zurück.

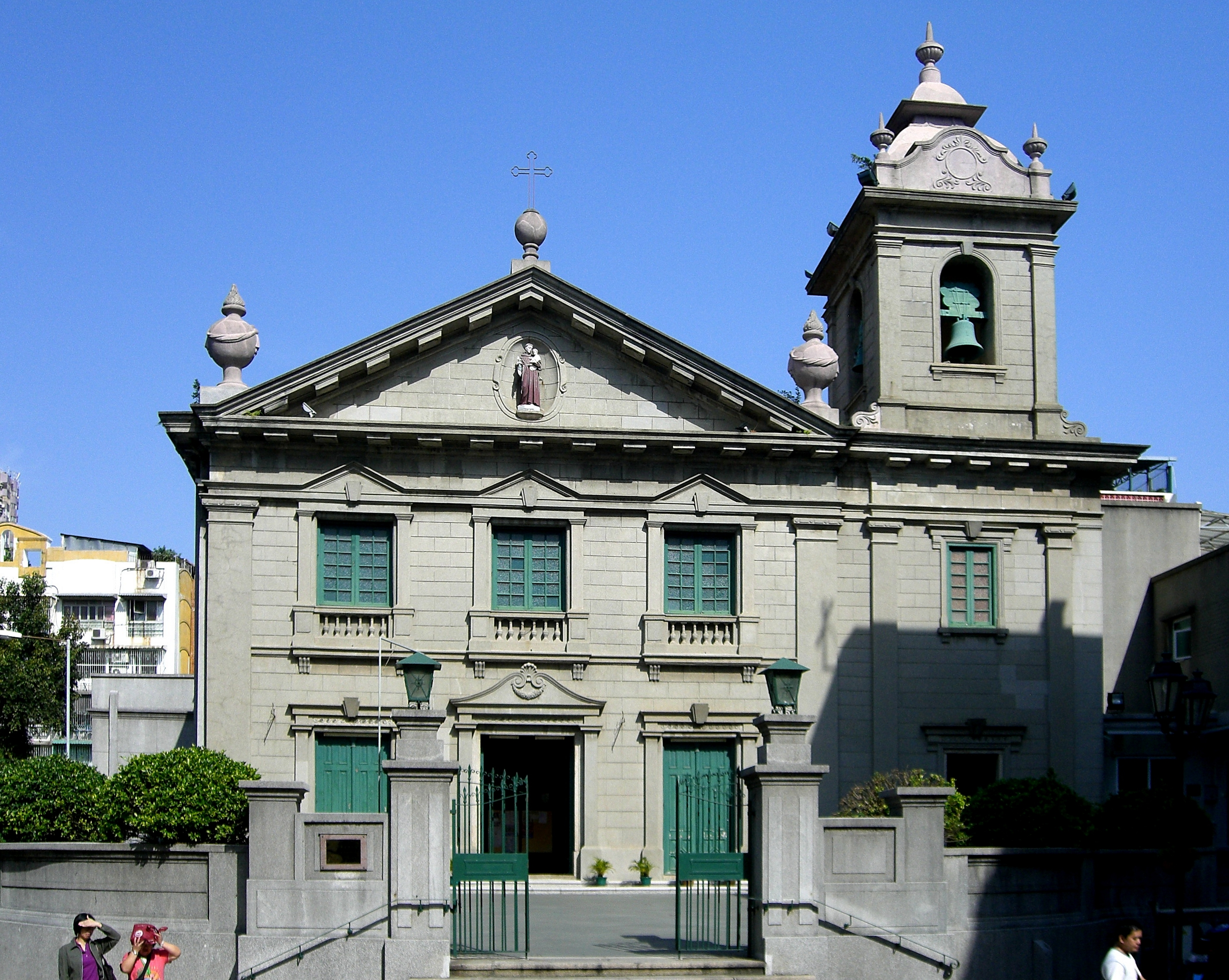
Kirche Santo António in Macau

1708 wurde Albuquerque Coelho als Capitão de infantaria der Fregatte Nossa Senhora das Neves, unter dem Kommando von Kapitän Jeronimo de Mello Pereira, wieder nach Macau geschickt. Das Schiff erreichte Macau am 23. August. Es war auf der Fahrt so schwer durch einen Taifun beschädigt worden, dass die Reparatur zwei Jahre in Anspruch nahm, so dass Albuquerque Coelho zunächst bei den Franziskanern Quartier nahm. Mit an Bord waren auch die Edelmänner Dom Henrique de Noronha, erster Leutnant des Schiffes, und Francisco Xavier Doutel, ein in Macau etablierter Kaufmann, mit denen Albuquerque Coelho später eine folgenreiche Feindschaft verbinden sollte. Er hatte, den Quellen nach, viel Temperament und ging schnell Konfrontationen ein, weswegen er sich auch leicht Feinde machte. So, als er sich in Macau erneut um Maria de Moura bewarb, denn es gab auch andere Interessenten, wie Henrique de Noronha, der ebenfalls um das Mädchen warb. Noronha hatte sich mit Doutel, einem Schwager von Marias Onkel Francisco Leite Pereira, angefreundet. Der Streit über die Wahl des Bräutigams spaltete die gesamte portugiesische Bevölkerung in der Kolonie, die damals aus etwa 3000 bis 4000 Personen bestand. Neben Onkel und Großmutter konnte Noronha sich der Unterstützung der Dominikaner und des französischen Kardinals Charles Thomas Maillard de Tournon (1668 bis 1710), dem Patriarchen von Antiochia und päpstlichen Gesandten in Macau, sicher sein. Da sich der Bischof, der sich zum Vormund des Mädchens gemacht hatte, die Jesuiten, Kapitän Mello Pereira und die meisten seiner Soldaten und später auch Macaus Gouverneur Diogo de Pinho Teixeira auf seine Seite stellte, konnte sich Albuquerque Coelho schließlich durchsetzen. Am 30. Juni 1709 erzwang er sich Zugang in das Haus der Großmutter und nahm Maria de Moura mit zur Kirche Santo António, wo die Verlobung durch Generalvikar Lourenço Gomes beschlossen wurde.
Als Albuquerque Coelho am 2. August durch die Rua Formosa ritt, verfehlte ihn ein Schuss aus einer Donnerbüchse. Bei der Verfolgung des Schützen, einem afrikanischen Sklaven, traf Albuquerque Coelho einige Straßen weiter ein weiterer Schuss oberhalb des rechten Ellbogens. Dom Henrique de Noronha hatte ihn aus einem Fenster abgefeuert. Albuquerque Coelho floh zum Kloster São Francisco. Ein dritter Schuss eines weiteren Sklaven Noronhas verfehlte ihn wieder, so dass er sich in das Kloster retten konnte, wo man ihn bereits vom Pferd helfen musste, da er schon zu schwach war. Der Arm wurde zwar vom portugiesischen Schiffsarzt behandelt, musste aber 16 Tage später von einem englischen Chirurgen teilweise abgenommen werden, weil er brandig geworden war. Um dem Gefängnis zu entgehen, floh Dom Henrique de Noronha in das Haus des Patriarchen von Antiochia im Dominikanischen Konvent, das der Gouverneur daraufhin von Soldaten umstellen ließ. Erst als der Patriarch starb, konnte Dom Henrique de Noronha am 18. Februar 1711 mit einem Schiff nach Goa in ein Gefängnis gebracht werden. Marias Großmutter protestierte heftig gegen die Verbindung und schrieb am 26. Dezember 1709 sogar Briefe an den Leal Senado (der Senat Macaus) und nach Portugal an den Überseerat (Conselho Ultramarino). Doch immer fiel die Entscheidung zugunsten von Albuquerque Coelho, auch wenn er zeitweise plante, im Notfall mit Maria de Moura auf seinen Schiff nach Goa zu fliehen. Der Richter Manuel Vicente Rosa, der zu Gunsten der Großmutter entschieden hatte, wurde suspendiert. Folge war eine lebenslange Feindschaft Rosas gegen Albuquerque Coelho.
Die Hochzeit zwischen Albuquerque Coelho und Maria de Moura fand am 22. August 1710 in der Casa de Campo de São Francisco statt. Die Trauung vollzog der Kaplan der Nossa Senhora das Neves. Sie musste in der Nacht und unter dem Schutz von Albuquerque Coelhos Marinesoldaten stattfinden, da Francisco Leite Pereira drohte, den Bräutigam noch in der Kirche zu töten. Doch die Mörder warteten bei der Kirche Santo António, weil sie dort die Trauung erwarteten. Durch die Hochzeit erhielt Albuquerque Coelho zudem die Bürgerrechte Macaus. Die Umstände der Eheschließung brachten ihm viele Feinde ein, doch Albuquerque Coelho gewann auch Verbündete, wie den Gouverneur, den Bischof und verschiedene Geistliche. Aus den Geschehnissen erschuf ein lokaler Dichter einige Zeilen, die noch jahrelang als Volkslied überdauerten:

«Não he tão formosa,

Nem tão bem parecida,

Que, por seu dinheiro Maria arma tanta briga.»

„Sie ist nicht so schön,

Es war nicht abzusehen,

Dass durch ihr Geld Maria einen solchen Kampf verursachen sollte.“

Albuquerque Coelho verließ zunächst den Staatsdienst und lebte einige Jahre nur von seinem Vermögen, oder mehr von dem seiner Frau. Positiv wird seine Vermittlung im Streit um die „chinesischen Riten“ gesehen. Es bestand die Frage, inwieweit die konfuzianischen Bräuche mit dem Katholizismus vereinbar seien. Die örtlichen Jesuiten hatten hier eine sehr liberale Haltung, die von Franziskanern und Dominikanern kritisiert wurde. Papst Clemens XI. hatte zur Streitschlichtung Maillard De Tournon entsandt, doch letztlich starb der päpstliche Entsandte, ohne eine Entscheidung in der Frage getroffen zu haben. 1712 ernannte der Leal Senado Albuquerque Coelho zu seinen Vorsitzenden. Im selben Jahr gebar seine Frau seine Tochter mit dem Namen Ignez, die jedoch nur sieben Tage später starb. Am 20. Juli 1714 wurde ein Sohn geboren, der am 27. Juli getauft wurde. Am 31. Juli verstarb Maria de Moura am Wochenbettfieber.
Nur wenige Monate nach dem Tod Marias kam es erneut zum Konflikt mit einem von Albuquerque Coelhos Widersachern. Vicente Rosa schrieb in seiner Funktion als Beisitzender Richter (Ouvidor) am 22. September 1714: „Ich betrachte mich seit fünf Jahren als Ihr ernannter Feind.“ Albuquerque Coelho hatte veranlasst, dass Vicente Rosa verhaftet wurde. Er hatte sich geweigert, als Vormund der Kinder seines verstorbenen Schwagers, dessen Schulden zu begleichen. Erst als diese getilgt waren, kam Vicente Rosa wieder frei. Vicente Rosa und seine Parteifreunde beschwerten sich beim Vizekönig Vasco Fernandes César de Menezes in Goa. Dieser leitete den Brief am 10. Januar 1715 nach Lissabon weiter und bestellte Albuquerque Coelho nach Goa, damit er Stellung zu den Vorwürfen beziehen könne. Doch es kam nicht mehr dazu, da Manuel Vicente Rosa ihn festnehmen ließ. Aus dem Gefängnis heraus schrieb Albuquerque Coelho zwei Briefe, zuerst an den Senat und zehn Tage später an die Stadtgemeinde. Er argumentierte, dass ein gewöhnlicher Richter keine Gewalt über die Senatoren habe, da diese dem Landgericht in Goa unterstünden. Die Gemeinde gab ihm Recht und Albuquerque Coelho kam frei. Um das Neujahr 1714/1715 veräußerte Albuquerque Coelho seinen gesamten Besitz und verließ Macau, vermutlich nach Goa. Seinen Sohn, der noch ein Baby war, ließ er zurück. Erst später erlaubte der Vizekönig dem Vater, ihn abzuholen. Kurz vor dem Ende seiner Amtszeit schrieb Menezes:

„António de Albuquerque Coelho erhält ab jetzt das Wohnrecht in dieser Stadt. Damit sollen die Konflikte vermieden werden, über die die Einwohner von Macau sich beschwerten. Da diese unter einer gewissen sozialen Unfähigkeit leiden, wird wahrscheinlich die Abwesenheit von António de Albuquerque nicht sehr viel bewirken. So friedlich lebt António de Albuquerque hier, dass es scheint, dass die Beschwerden der Einwohner von Macau reichlich übertrieben waren.“

### Gouverneur von Macau

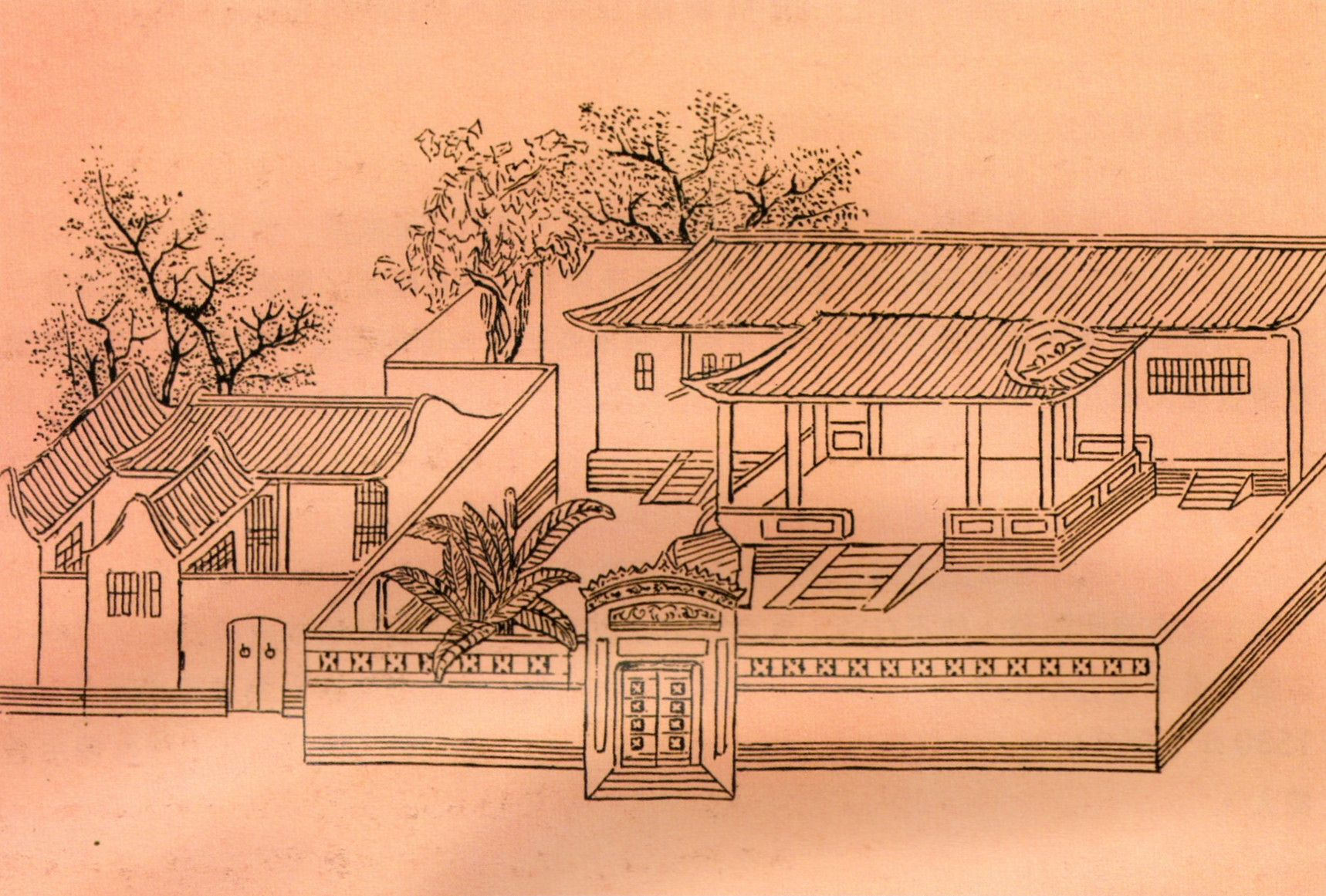
Der „Leal Senado“ in Macau um 1751

Im Mai 1717 ernannte der Erzbischof von Goa und Vertreter des Vizekönigs Sebastião de Andrade Pessanha, António de Albuquerque Coelho zum Gouverneur von Macau. Als er aber am 22. Mai nach Macau zurückkehren wollte, war das Schiff heimlich bei Nacht aus dem Hafen gesegelt. Sein Kapitän und Eigentümer war ausgerechnet Francisco Xavier Doutel gewesen, der alte Freund von Noronha. Der neu ernannte Gouverneur entschied sich daraufhin, mit einer kleinen Truppe quer durch Indien zu reisen, um an der Ostküste ein anderes Schiff zu suchen. Die Pferde und sogar ihre Stiefel verloren die Portugiesen bei der Durchquerung eines Flusses bei Mangalore. Es regnete in Strömen. Nach der Durchquerung der Berge und des Dschungels bei Bangalore erhielten sie in Velure wieder Pferde und zwei Elefanten als Reittiere.
Sie erreichten am 16. Juli den 2600 km entfernten portugiesischen Stützpunkt São Tomé de Meliapor (das heutige Chennai). Erst am 5. August konnten sie ihre Reise auf einem dort gekauften Schiff fortsetzen. In Malakka floh der Navigator vom Schiff, so dass man nun selbst das Schiff steuern musste. Durch Stürme war es beschädigt und im niederländischen Malakka verweigerte man ihnen die Reparatur, so dass man nach Johor weiter fuhr. Nach zwei Monaten erreichten die Portugiesen Johor, wo sie in die Machtkämpfe des Reiches verwickelt wurden. Sie unterstützten den Herrscher gegen die Rebellion und als das Reich wieder befriedet war, erlaubte der siegreiche Sultan den Portugiesen im März 1718 eine Kirche in Johor zu bauen. Am 18. April setzten sie ihre Reise fort. An Bord erkrankten alle an Beriberi und erreichten in einem erbärmlichen Zustand die Insel São João (Shangchuan), die 270 km von Macau entfernt liegt. Hier wurden die Portugiesen von den chinesischen Einwohnern gesund gepflegt und schließlich nach Macau gebracht, das sie am 29. Mai 1718 erreichten. Albuquerque Coelho trat sein Amt als Gouverneur am 30. Mai 1718 an.
Zu diesem Zeitpunkt gab es bereits einen neuen Vizekönig in Goa. Doch Luís de Meneses bestätigt Albuquerque Coelho als Gouverneur in einem Schreiben vom 6. Mai, warnte ihn aber gleichzeitig, keine Rache an Doutel oder Leite Pereira zu nehmen. Anscheinend hielt sich Albuquerque Coelho an diese Anweisung, denn es fehlen Berichte von weiteren Konflikten aus dieser Zeit. Die Amtszeit verlief zur Zufriedenheit der Einwohner, selbst seine bisherigen Feinde lobten ihn, doch sie endete schon nach einem Jahr, am 9. September 1719. Die normale Amtszeit eines Gouverneurs betrug damals drei Jahre. Albuquerque Coelho hatte ein Jahr durch seine Rückreise von Goa verloren und sein Vorgänger Francisco de Alarcão Sotto-Maior hatte zuvor schon die Amtsübergabe um ein Jahr hinausgezögert. Neuer Gouverneur wurde António da Silva Telo e Meneses. Durch Vorsprechen seines Onkels Pater Feliciano Coelho wurde Albuquerque Coelho 1719 in den Stand eines Cavaleiro (Ritter) erhoben, damals eine seltene Ehre für einen „Farbigen“. Am 18. Januar 1720 verließ er Macau und fuhr nach Goa, wo er am 20. Mai ankam.

### Gouverneur von Timor und Solor
In der Kolonie von Timor und Solor herrschte in dieser Zeit ein Machtkampf zwischen Gouverneur, Kirche und den eigentlichen Machthabern der Region, den Topasse. Zudem mussten sich die Portugiesen seit 1719 gegen die Cailaco-Rebellion der Timoresen und Topasse erwehren. 1722 attackierten Krieger von Luca einen Trupp von Moradores auf dem Weg von Lifau nach Cailaco, die für Portugal die Fintas, die Tributzahlungen der Liurais (timoresische Kleinkönige) einsammelten. Die Rebellen zerstörten Kirchen und ermordeten Missionare und konvertierte Timoresen. Albuquerque Coelho wurde von Vizekönig Francisco José de Sampaio e Castro zum Gouverneur von Portugiesisch-Timor und Solor ernannt. 1722 kam Albuquerque Coelho in der damaligen Kolonialhauptstadt Lifau an. Zuvor hatte die koloniale Verwaltung der Bischof von Malakka Manuel de Santo António geführt, der als schwieriger Charakter galt und den vorherigen Gouverneur Francisco de Melo e Castro verdrängt hatte. Noch im ersten Jahr verwies Albuquerque Coelho den Bischof aus der Kolonie. 1723 beschwerten sich Händler aus Macau beim Vizekönig in Goa, dass Steuern, die Albuquerque Coelho für den Sandelholzhandel eingeführt hatte, die Fahrt zu den Inseln unrentabel machen würde. Die Beschwerde wurde an den König in Portugal weitergeleitet, der sie im August 1725 über seinen Staatssekretär an den Ministerrat im Überseeministerium zur Prüfung überwies. Nachdem dieser die Steuern als übertrieben einschätzte, wurde am 23. März 1726 der Vizekönig in Goa angewiesen, die Steuern wieder abzuschaffen.
Albuquerque Coelho wurde unterdessen in Lifau drei Jahre lang von den Topasse unter Francisco da Hornay belagert. Dem Gouverneur wurde vorgeworfen, dass er keine Ideen zur Beendigung der Rebellion hatte. Auch soll er gegenüber den Timoresen unverhältnismäßig hart gewesen sein. Es wird berichtet, dass Albuquerque Coelho sie vor die Mündung von Kanonen binden ließ und diese dann abfeuerte. 1725 wurde er von António Moniz de Macedo als Gouverneur abgelöst. An der Belagerung durch Hornay änderte dies nichts.

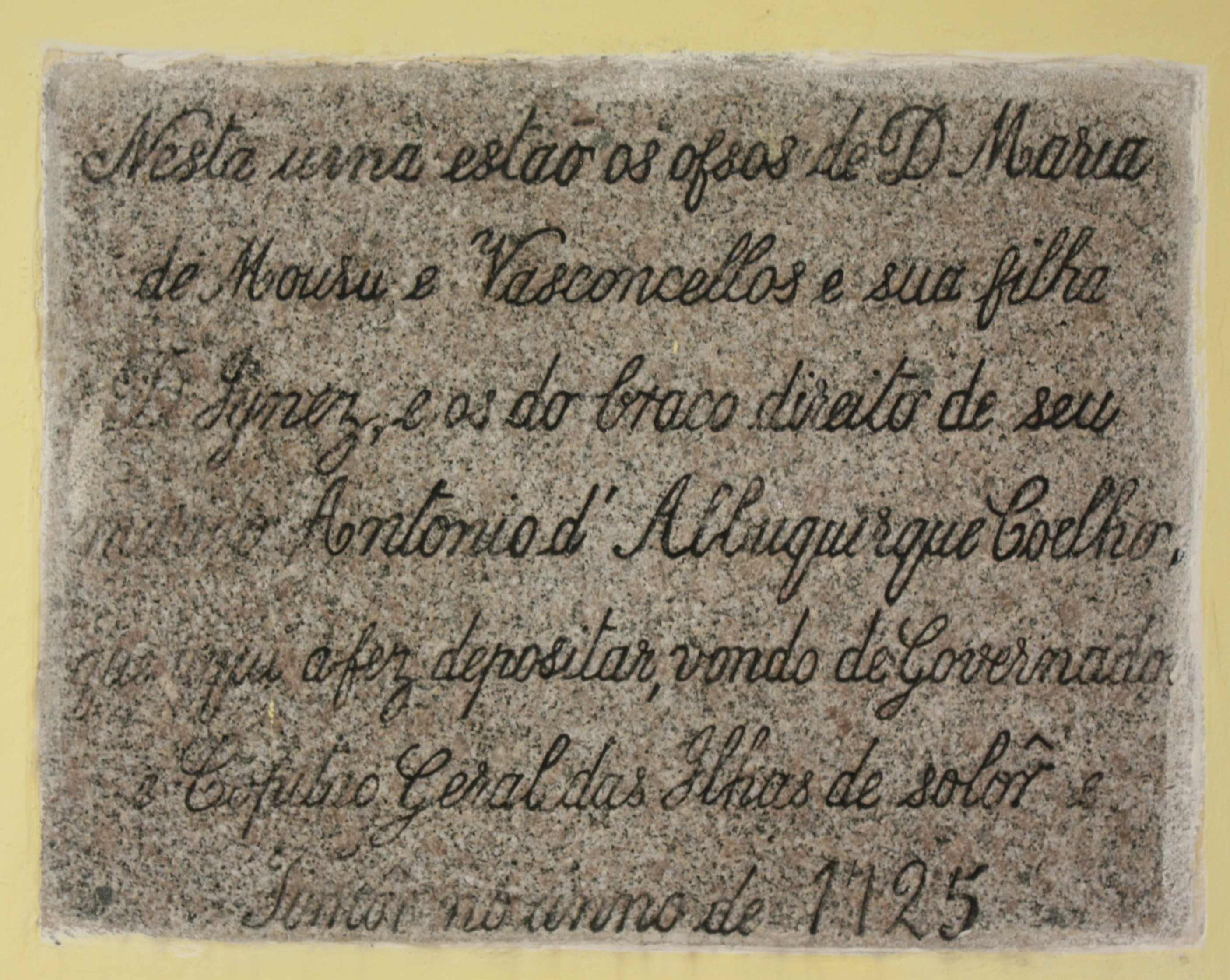
Die Grabplatte in der Kirche
Santo Agostinho (Macau)

Albuquerque Coelho traf am 29. September wieder in Macau ein. Er legte stets viel Wert auf das angemessene Zeremoniell. Am 23. November wurde mit Kanonensalven vom Fortaleza do Monte aus das Ende seiner Amtszeit verkündet, die Glocken aller Kirchen läuteten und er ließ eine Messe für seine verstorbene Frau lesen. In einer Urne wurden die Knochen seiner Frau, seiner Tochter und seines amputierten Armes in der Kirche São Francisco zur Ruhe gelegt. Als die Kirche 1865 abgerissen wurde, brachte man die Urne in die Kirche Santo Agostinho, wo sie in der Südwand eingemauert ist. Eine Grabplatte aus grobkörnigen Granit trägt die Inschrift:

«Nesta urna estão os ossos de D. Maria de Moura e Vasconcellos e sua filha D. Ignez, e os do braço direito de seu marido Antonio d’Albuquerque Coelho, que aqui a fez depositar, vindo de Governador e Capitão Geral das Ilhas de Solôr e Timôr no anno de 1725»

„In dieser Urne ruhen die Knochen von D. Maria de Moura e Vasconcellos und ihrer Tochter D. Ignez und des rechten Arms ihres Mannes Antonio d'Albuquerque Coelho, der als Gouverneur und Generalkapitän der Inseln Solor und Timor im Jahre 1725 zurückkehrte“

Nach einigen Monaten kehrte Albuquerque Coelho Anfang 1726 nach Goa zurück, wo er im April eintraf. Kaum angekommen, wurde er verhaftet. Grund war die Vertreibung des Bischofs von Malakka aus Timor. Anscheinend konnte er sich jedoch hinreichend verteidigen, denn er wurde bald wieder freigelassen. Im November berichtete er dem Vizekönig João de Saldanha da Gama von seinem Dienst auf Timor.

### Gouverneur von Pate
Die heute kenianische Insel Pate, in der Nähe von Mombasa, hatte unter portugiesischer Herrschaft gestanden, bis sie vom Oman 1698 erobert worden war. 1727 bat aber der Sultan von Pate den portugiesischen Vizekönig von Goa um Schutz und dieser entsandte eine Flotte von sechs Schiffen unter dem Kommando von Luis de Melo de Sampaio. Auch Mombasa kapitulierte am 15. März 1728, das Forte Jesus wurde wieder portugiesisch. Am 24. August wurde ein Friedensvertrag geschlossen und Portugal errichtete eine Festung auf Pate mit 150 Mann Besatzung. Stadtkommandant und Gouverneur wurde António de Albuquerque Coelho. Er traf am 3. Februar 1729 auf Pate ein und landete am 9. Februar unter großem militärischem Pomp an. Mit dabei waren 141 Soldaten, 104 Weiße und 37 Indigene, und Albuquerque Coelhos Sohn.
Álvaro Caetano de Melo e Castro, der Kommandant von Mombasa, weigerte sich jedoch, Pate zu versorgen. Er untersagte Schiffen in seinem Zuständigkeitsbereich sogar Pate anzulaufen. Der Bau der Festung kam nicht voran, denn es mangelte an Arbeitskräften. Aufgrund der schlechten Ernährung erkrankten die Soldaten. Zudem mangelte es Albuquerque Coelho an Fingerspitzengefühl im Umgang mit der einheimischen Bevölkerung. Es kam zu Übergriffen. Schließlich bildeten sich zwei Fraktionen für und gegen die Portugiesen. Ein Aufstand brach aus und die Portugiesen mussten in den halbfertigen Mauern Zuflucht suchen. Albuquerque Coelho hätte sich unter die Oberhoheit seines Konkurrenten in Mombasa stellen müssen, um die Situation zu retten, doch der Gouverneur von Pate entschied sich, zusammen mit den meisten seiner Offiziere für die Rückkehr nach Goa. Am 2. September waren sie wieder in Indien.
Vielleicht hatte Albuquerque Coelho gehofft, er könne mit einer Streitmacht nach Mombasa zurückkehren, doch stattdessen ließ ihn Vizekönig Saldanha da Gama einkerkern. Später wurde er wieder freigelassen, nachdem er gegen seine Verurteilung Berufung eingelegt hatte. Der Vizekönig beschwerte sich zwar am 16. Januar 1731 bei König João V., aber der Überseerat bestätigte die Entlassung am 4. April 1732. Weitere Untersuchungen wurden vom Überseerat am 14. Februar 1734 endgültig eingestellt.
Álvaro Caetano de Melo e Castro verlor im Oktober 1729 das Forte Jesus in Mombasa und floh nach Mosambik. Am 23. Januar 1730 wurde nochmals eine Flotte von fünf Schiffen unter dem Kommando von Luis Melo de Sampaio nach Mombasa geschickt, diese kehrte aber ohne einen Angriffsversuch unternommen zu haben wieder zurück nach Mosambik. Auf der Rückfahrt gingen mehrere Schiffe mit 557 Mann in einem Sturm verloren. Unter den Opfern war auch Sampaio.

### Späteres Leben
Der Prozess scheint Albuquerque Coelhos Reputation nicht weiter geschadet zu haben. In den folgenden Jahren hatte er mehrere Posten inne, bei denen er unter anderem für den Handel und die Finanzen Goas zuständig war. 1735 wurde er Stadtrat und in Goa Prokurator für den Senat von Macau. Sein Sohn starb im selben Jahrzehnt, möglicherweise im Kampf mit den indischen Marathen, die in dieser Zeit Teile des Nordens Goas einnahmen. Am 7. April 1737 war der Sohn noch auf Betreiben des Vaters zum Fidalgo Cavaleiro erhoben worden. Auch Albuquerque Coelho beteiligte sich an den Kämpfen und kommandierte mehrere Stellungen. Außerdem war er ein aktives Mitglied und ab 1738 sogar Vorsitzender der Santa Casa da Misericórdia de Goa („Heiliges Haus des Erbarmens von Goa“), einer Einrichtung für Bedürftige. 1742 wurde er zum Generalkapitän der Provinz Bardez im Norden Goas. Über die letzten Jahre seines Lebens ist nur wenig bekannt. 1744 gab er das Amt als Generalkapitän ab. Zu diesem Zeitpunkt war er völlig verarmt und lebte von einer Belohnung des Überseerates, die er für seine Verdienste erhalten hatte. Albuquerque Coelho zog sich in das Franziskanerkloster der Provinz Madre de Deus zurück, wo er ein „andächtiges und heiliges“ Leben führte, bis er 1745 verstarb.

## Belege
- António de Albuquerque Coelho (portugiesisch)
- Vida de António de Albuquerque Coelho (Memento vom 4. Juni 2002 im Internet Archive)